# レミ・ベロー

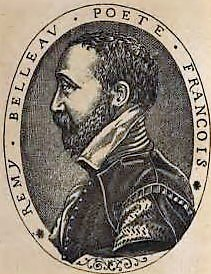
レミ・ベロー

レミ・ベロー（Rémy Belleau, 1528年-1577年3月6日）は、ルネサンス期フランスの詩人。
ベローはノジャン＝ル＝ロトルーで生まれ、当初は地元のサン＝ドニ修道院の修道士のもとで学問を積んだ。1553年頃、彼らに随行してパリで古典ギリシャ詩への愛着に占められた教育を完了させた。彼はほどほどに知的であり、何よりも人好きのする人物であった。
彼はすぐにロンサール、バイフ、デュ・ベレーらのコレージュ・ド・コクレのグループに加わり、1554年にはブリガード（プレイヤード派の前身）に参加している。1556年には、アナクレオンのオードの翻訳を出版した。この軽妙な叙情詩調の成功は特筆すべきものである。ロンサールは少々無味乾燥だと評したものの、この翻訳はブリガードを新たなスタイルで豊かにするものであった。その翻訳は、成功を生み出す忠実さや正確さを備えていたからである。彼はレスボス島の女流詩人サッポーの『雅歌』や『Aiméeへのオード』の翻訳も手掛けた。実際のところ、彼はサッポーの最初のフランス語訳者だったのである。同年、彼は『ささやかな創意』で花や果実、貴重な石、動物などを賞賛した。それはフランシス・ポンジュの表現の激しさを彷彿とさせるものであった。
彼個人の詩にはまだオリジナリティが欠けていた。この牧歌的な詩人の代表作『牧歌』の登場には、1565年まで待たねばならない。1576年に『貴石の新たな交換と愛、貴石の特質と特性』が刊行された。サバチエの『鉱物の叙事詩』のように叙述されたこの作品は、石の象徴するものを哲学的・科学的解釈と結びつけつつ、石の特質、歴史、起源の神話を語るものである。
彼はプレイヤード派の中で最も叙情的でないと言う者もいるし、最も貞潔であると言う者もいる。彼は確かに独創性に溢れていたわけではなく、独創より模倣をしていたわけだが、綺麗に言葉をちりばめる人物ではあった。
初め改革派に傾倒した後、ギーズ家の庇護を受け、その一派に参画した。パリではシャルル・ド・ロレーヌの家庭教師をつとめ、以後終生ギーズ邸に身を寄せることになる。ロンサールはベローを重んじており、「自然を描く画家」と呼んだ。そして、彼の死後、墓碑銘を起草した。
Ne taillez, mains industrieuses
Des pierres pour couvrir Belleau,
Lui-même a basti son tombeau
Dedans ses Pierres Précieuses.
汝断つなかれ
ベローを覆う巧みなる石の手を。
彼は自らの墓を立てた
貴石の中に。

## 作品
ベローは以下の作品を韻文で訳した。
- アナクレオンのオード
- Aratus の les Phénomènes
- l' Ecclésisate
- le Cantique des cantiques.

彼は友人ジョデルの演劇作品では役者をつとめ、自身も La Reconnu と題した喜劇を執筆している。
彼の作品集は、1604年にルーアンから2巻本で出された。その優雅にして寛大な才能から、同時代人は「高貴なるベロー」と呼んだ。